# Renato Zero
Renato Zero (ur. jako Renato Fiacchini 30 września 1950 w Rzymie) – włoski piosenkarz, jedna z najbardziej znaczących postaci we włoskiej muzyce rozrywkowej. 13 jego albumów dotarło do 1. miejsca na włoskiej liście przebojów; więcej mieli tylko Mina (20) i Lucio Battisti (14). Razem z Adrianem Celentanem i Claudiem Baglionim znajduje się na czele klasyfikacji 4 dekad (począwszy od lat 70.), jedynie Mina jest tu samotną rekordzistką dominując przez 5 dekad.
Swój pseudonim artystyczny (Zero) zaczerpnął z epitetu, którym na początku kariery artystycznej obdarzało go wielu krytyków – „jesteś zerem” (wł. „sei uno zero”).

## Życiorys

### Lata 60.
Renato Fiacchini urodził się jako syn pielęgniarki Ady Piki i policjanta Domenica. Wychowywał się w miejscowości Montagnola. Edukację zakończył na trzeciej klasie szkoły średniej, po czym rozpoczął studia w Istituto di Stato per la Cinematografia e la Televisione (Państwowym Instytucie Kinematografii i Telewizji) Roberta Rosselliniego, który porzucił na trzecim roku, aby poświęcić się całkowicie muzyce, tańcowi, śpiewowi i aktorstwu. Jako młody człowiek zaczął występować w przebraniu w małych klubach Rzymu; z powodu często powtarzanych przed wielu krytyków pod jego adresem opinii: „jesteś zerem” (wł. „sei uno zero”), przyjął pseudonim artystyczny Renato Zero. W wieku 14 lat podpisał swój pierwszy kontrakt, z wytwórnią Ciak z Rzymu, otrzymując stawkę 500 lirów dziennie. Podczas jednego z występów w popularnym rzymskim klubie Piper został zauważony przez Dona Luria i w efekcie został zaangażowany do zespołu tanecznego Collettoni, towarzyszącego Ricie Pavone podczas jej występów. Nagrał następnie kilka spotów reklamowych dla pewnej firmy produkującej lody. Zaprzyjaźnił się z siostrami Bertè: Loredaną i Mią. W 1965 roku nagrał swoje pierwsze piosenki: „Tu”, „Sì”, „Il deserto” i „La solitudine”, które jednak nigdy nie zostały wydane. Publikacja jego pierwszego singla „Non basta sai”/ „In mezzo ai guai” (produkcja i tekst: Gianni Boncompagni, muzyka: Jimmy Fontana) miała miejsce dopiero w 1967 roku, ale sprzedano go tylko w liczbie 20 egzemplarzy. Zagrał rolę sprzedawcy szczęścia w musicalu Orfeo 9 Tita Schipy, wystąpił jako statysta w kilku filmach Federica Felliniego (Satyricon i Casanova), razem z Loredaną Bertè i Teo Teocolim znalazł się w obsadzie włoskiej wersji musicalu Hair.

### Lata 70.
W 1973 roku wydał swój pierwszy album No! Mamma, no!. Pojawił się na jego okładce, ucharakteryzowany na kobietę. Wraz z nadejściem glam rocka, charakteryzującego się pudrem, brokatem i cekinami, zaproponował własny image artystyczny, prowokacyjny i alternatywny. Stał się ikoną nie tylko fanów filmu The Rocky Horror Picture Show i gejów, ale także wielu młodych ludzi, którzy w jego tekstach, muzyce i image’u artystycznym znajdowali drogę ucieczki od codziennego życia, często szarego i ponurego. Drugi album artysty, Invenzioni (1974) odniósł duży sukces, a wraz z ukazaniem się albumów Trapezio (1976) i Zerofobia (1977) wybuchł „fenomen Zero”; w krótkim czasie takie jego piosenki jak: „Mi vendo” (traktujący o męskiej prostytutce), „Il cielo”, „Il triangolo” stały się hymnem pokolenia nastolatków, podążających za koncertami swego idola.
W 1978 roku wydaniem albumu Zerolandia zainaugurował działalność własnej wytwórni, Zerolandia. Album zawierał odniesienia do miłości i przyjaźni, bez różnic płciowych. Piosenka „Sbattiamoci” niosła przesłanie antyaborcyjne, „La tua idea” była skierowana przeciwko używaniu narkotyków, a „Sesso o esse” ostrzegała przed zbyt łatwym seksem. W 1979 roku pewien sukces odniósł film z jego udziałem, Ciao Nì.

### Lata 80.
Dzięki swej wyjątkowej osobowości zyskał na przestrzeni lat dużą publiczność i jej uwielbienie, co doprowadziło do powstania zjawiska określanego jako „zerofollia” („szał na punkcie Zero”). Termin ten ukuty został w 1980 roku, kiedy artysta podczas występu we Viareggio wjechał samochodem, oblegany ze wszystkich stron przez fanów na skuterach. Wydany w 1981 roku podwójny album Icaro dotarł do 1. miejsca na włoskiej liście przebojów, a na liście najlepiej sprzedawanych albumów uplasował się na 4. pozycji. W 1981 roku zadedykował swoim fanom piosenkę „I figli della topa”, zawartą na albumie Artide Antartide, który zajął 9. miejsce na liście najlepiej sprzedawanych albumów roku 1982. W 1982 roku zorganizował zawody Sorciadi kolo Stadio Eucalipti pobliżu Viale Marconi w Rzymie, osobiście uczestniczył w ceremonii wręczenia nagród, witany z wielkim entuzjazmem przez młodych fanów. Opublikował kolejne albumy: Via Tagliamento 1965/1970 (1982), Calore, (Q disc, 1983), singiel „Spiagge” (1983) i ponownie albumy: Leoni si nasce (1984), Identikid Zero (1984), Soggetti smarriti (1986), Zero (1987), Vojeur (1989), Oro, incenso e birra (1989).

### Lata 90.
Lata 90. oznaczały nowy etap w karierze artysty, charakteryzujący się spokojniejszym zachowaniem i porzuceniem prowokacyjnych i ekshibicjonistycznych zachowań z poprzednich dekad. Zaangażował się w ambitny projekt miasta muzyki, Fonopoli. W 1991 wziął udział w Festiwalu Piosenki Włoskiej w San Remo z piosenką „Spalle al muro”, napisaną przez Mariellę Navę, która zajęła 3. miejsce, ale nie odniosła sukcesu komercyjnego. Nagrał kolejne albumy: Prometeo live (live 1991), La coscienza di zero (1992), Quando non sei più nessuno (1993) i Passaporto per Fonopoli (EP, 1993). W 1993 roku ponownie wziął udział w Festiwalu w San Remo, tym razem z piosenką „Ave Maria”. Nadchodzące lata upłynęły pod znakiem kolejnych albumów: Quando non sei più nessuno (1994), L’imperfetto (1994), Sulle tracce dell’imperfetto (1995), Le origini (kompilacja, 1996), Zero ’70 (kompilacja, 1997), Amore dopo amore (1998; 3. miejsce na liście najlepiej sprzedawanych albumów i Amore dopo amore tour dopo tour (1998). W 1998 roku wystąpił w duecie z Raffaellą Carrà w piosence „Caramba”, a w 1999 roku odbył tournée z udziałem największych tancerzy (w tym Carli Fracci) i linoskoczków cyrkowych.

### XXI wiek

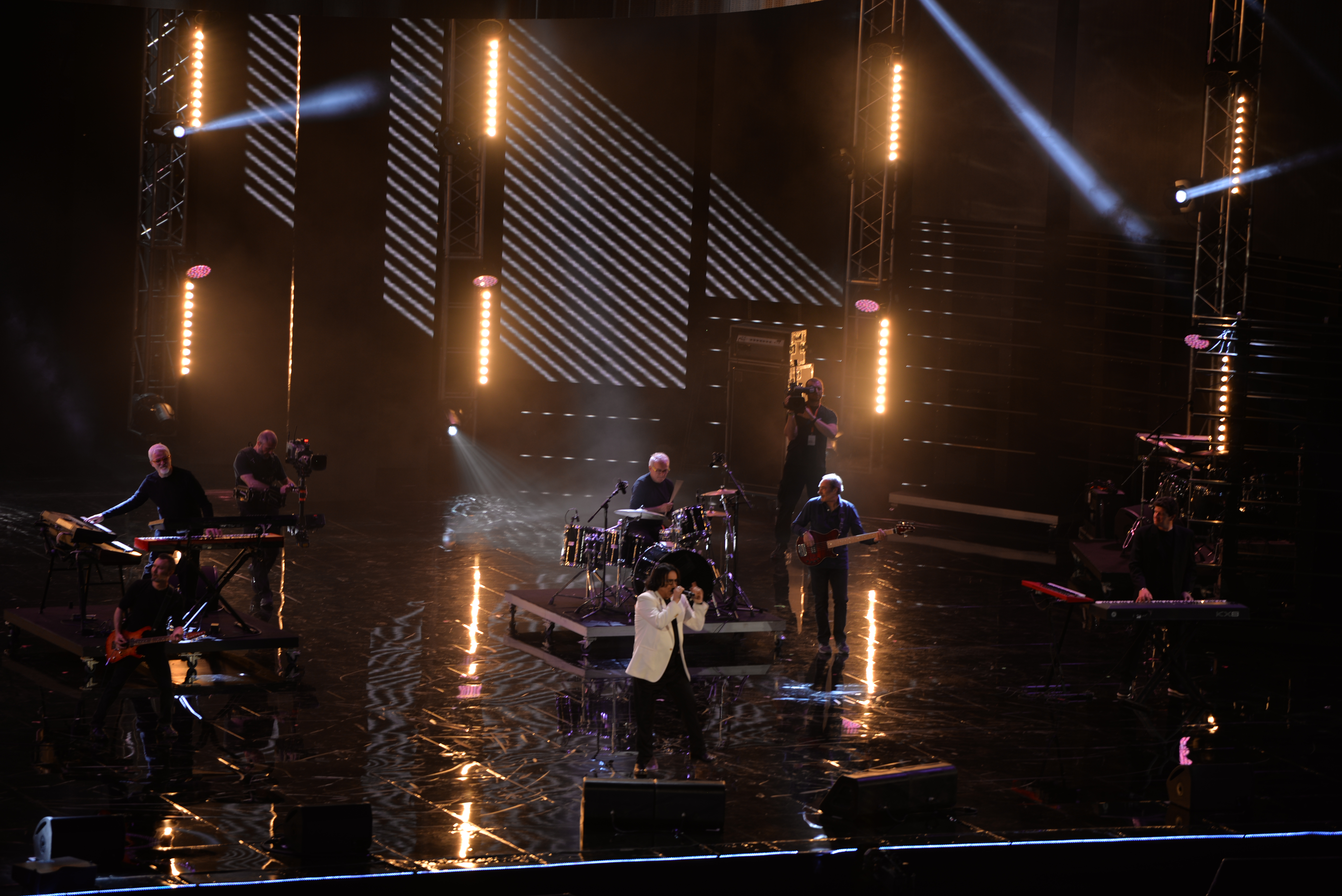
Renato Zero podczas ceremonii Wind Music Awards 2016 w Amfiteatrze w Weronie

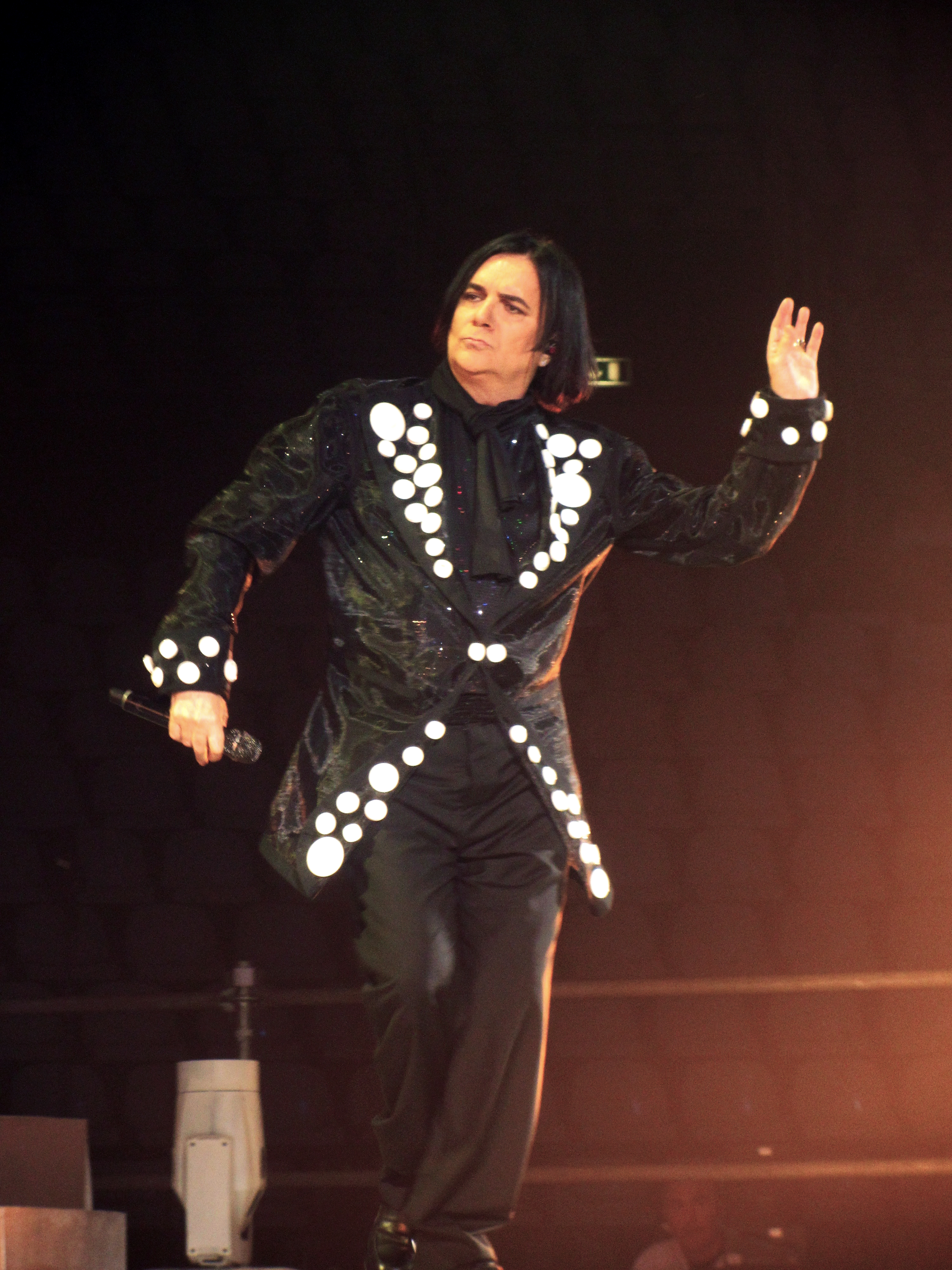
Renato Zero (2013)

W 2000 roku wydał album Tutti gli zeri del mondo; był to również tytuł programu, którym powrócił do telewizji. W 2001 roku wydał CD La curva dell’angelo (album multiplatynowy). W październiku 2003 roku wydał album Cattura, zawierająca między innymi piosenki „Figlio” („Syn”), poświęconą adoptowanemu synowi) oraz „L’altra sponda”, w której nawoływał gejów do outingu. Album zajął 6 miejsce na liście najlepiej sprzedawanych albumów, a w sezonie 2003/04 dotarł do 1. miejsca na liście przebojów. Do 1. miejsca na liście przebojów doszedł również album Il dono (w sezonie 2005/06) oraz kompilacja Renatissimo! (w sezonie 2006/08). Kompilację, pierwszą typu „best of”, poprzedzał singiel „Sono innocente. Renatissimo!”. W styczniu 2007 roku artysta otrzymał nagrodę Telegatto za najlepsze tournée roku 2006. Sukcesem okazało się także jego tournée MpZero, które odbył latem tego samego roku. W styczniu 2008 roku wytwórnia Universal Records wznowiła na DVD album Zero 40, który doszedł do 1. miejsca na liście DVD sprzedanych w 1. tygodniu wydania. 20 marca 2009 roku opublikował kolejny album, Presente.
Z okazji 60. rocznicy swoich urodzin rozpoczął pod koniec września 2010 roku tournée "Sei Zero", dając serię 8 koncertów w ciągu 11 dni.
W 2013 roku nagrał albumy Amo - Capitolo I i Amo II - Capitolo II, które doszły do 1. miejsca na liście przebojów. W tym samym roku ukazały się one łącznie, jako box set, zatytułowany Amo - Capitolo III.
Ostatnim jego albumem jest Alt (2016), wydany, podobnie jak Amo - Capitolo I i Amo II - Capitolo II, w wersji kompaktowej i winylowej (jako 2LP).

## Życie prywatne
25 marca 2003 roku adoptował jako syna swego wieloletniego osobistego ochroniarza, 30-letniego Roberta Anselmiego, który od około 5 lat mieszkał w jego domu.